# 硝酸水銀(II)
硝酸水銀(II)（しょうさんすいぎん(II)、英: Mercury(II) nitrate）は水銀の硝酸塩で、化学式Hg(NO3)2で表される無機化合物。

## 性質
熱した濃硝酸と水銀との反応で得ることができる。吸湿性があり、加水分解する。また光により分解するため、乾燥した冷暗所で保管する。無水物と水和物があり、通常は一水和物として流通している。かつては毛皮やフェルト製造時の処理に使用されたが、毒性と環境への影響が強いため使用されなくなった。

## 安全性
日本の毒物及び劇物取締法では毒物に分類される。ラットに経口投与した場合の半数致死量(LD50)は26mg/kg、皮膚からも吸収されやすく、ラットに経皮投与した場合のLD50は75mg/kgである。眼、皮膚、気道への腐食性がある。摂取した場合は特に腎臓や神経系への影響が大きい。
これ自体は不燃性であるが、酸化剤であり周囲での燃焼を助長する。加熱による分解で腐食性・毒性のある煙霧を生じることがある。ホスフィン酸、エタノール、アセチレンとの反応により、衝撃に敏感な化合物を生成する。

## 備考
『不思議の国のアリス』の登場人物である「帽子屋」は、mad as a hatter という当時よく用いられていた表現をもとにしたキャラクターであるが、この言い回しは帽子の材料となるフェルトを処理する（羊毛表面を覆うキューティクルを絡み合わせて固める）ために硝酸水銀(II)が用いられていたことが背景にある。作業場に排出される高濃度の水銀蒸気にさらされる作業者は水銀中毒になるリスクが高く、癇癪や極度の人見知りといった行動・性格の変化をもたらす神経症状を発症することも多かった。